# Ciclo del carbono profundo

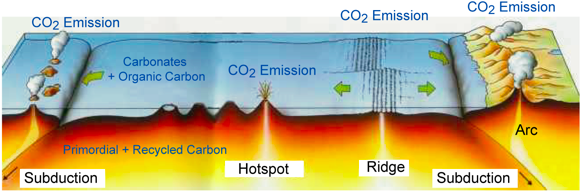
Procesos de desgasamiento (desorción) del carbono.

El ciclo del carbono profundo es el movimiento del carbono a través del manto y el núcleo de la Tierra. Forma parte del ciclo del carbono y está íntimamente relacionado al movimiento del carbono en la atmósfera y la superficie del planeta. Al devolver el carbono a las profundidades de la Tierra, juega un papel fundamental en el mantenimiento de las condiciones terrestres necesarias para que la vida pueda existir. Sin dicho ciclo, el carbono se acumularía en la atmósfera, alcanzando concentraciones extremadamente altas durante largos períodos de tiempo.
Al ser inaccesible a las técnicas de perforación, el rol del carbono en las profundidades no se conoce de manera concluyente. Sin embargo, hay evidencia —incluida la proveniente de simulaciones de laboratorio de las condiciones en interior terrestre— que indican mecanismos de movimiento hacia dentro del manto inferior, así como también de las formas que adquiere el carbono en condiciones de presión y temperatura extremas allí reinantes. Asimismo, mediante técnicas como la sismología, se ha logrado adquirir un mayor entendimiento de la presencia potencial de carbono en el núcleo terrestre. Estudios de la composición de la magma basáltica y el flujo de dióxido de carbono proveniente de los volcanes revelan que la cantidad de carbono en el manto es mil veces mayor que la cantidad en la superficie terrestre.

## Cantidad de carbono
| Reservorio                      | gigatones C                            |
| ------------------------------- | -------------------------------------- |
| En superficie                   | {\displaystyle (43-45)\times 10^{3}}   |
| Corteza continental y litósfera | {\displaystyle (0.9-3.1)\times 10^{8}} |
| Corteza oceánica y litósfera    | {\displaystyle 1.4\times 10^{8}}       |
| Manto superior                  | {\displaystyle <3.2\times 10^{7}}      |
| Manto inferior                  | {\displaystyle <1.0\times 10^{9}}      |

Dos modelos del contenido de carbono en la Tierra.

Hay alrededor de 44.000 gigatones de carbono en la atmósfera y los océanos. Un gigatón es un millardo de toneladas, equivalentes a la masa de agua en más de 400.000 piscinas olímpicas. Incluso siendo grande, esta cantidad solo equivale al 1% del carbono de la Tierra. Más del 90% podría hallarse en el núcleo y el resto en la corteza y el manto.
En la fotósfera del Sol, el carbono es el cuarto elemento más abundante. Es probable que la Tierra haya comenzado con una proporción similar, pero fue perdiéndolo por evaporación de la atmósfera durante el proceso de acreción. Incluso teniendo en cuenta la evaporación, los silicatos que forman la corteza y el manto terrestres presentan una concentración entre cinco y diez veces menor frente a la observada en meteoritos condríticos, un tipo de meteorito que se considera mantiene la composición media de la nebulosa solar, anterior de la formación de los planetas. Parte de dicho carbono, puede haber quedado en el núcleo terrestre y, dependiendo del modelo utilizado, puede predecirse que representa entre 0,2 y 1 % de la masa del núcleo. A pesar de presentar menor concentración, ello representaría la mitad del carbono presente en la Tierra. 
Estimaciones del contenido de carbono en el manto superior, obtenidos a partir de mediciones de la química de los basaltos de la dorsal meso-oceánica, conocidos como MORBs, por su acrónimo en inglés. Estos datos deben ser sometidos a corrección para dar cuenta del desgasamiento de carbono y otros elementos. Desde la formación de la Tierra, el manto superior ha perdido entre 40% y 90% del cabono original, ya sea debido a evaporación o por transporte hacia el núcleo, mediante la formación de compuestos ferrosos. Las estimaciones más rigurosas dan un contenido de carbono de 30 partes por millón (ppm). En cambio, en el manto inferior la concentración presentaría una disminución menor, con 350 ppm.

## Manto inferior

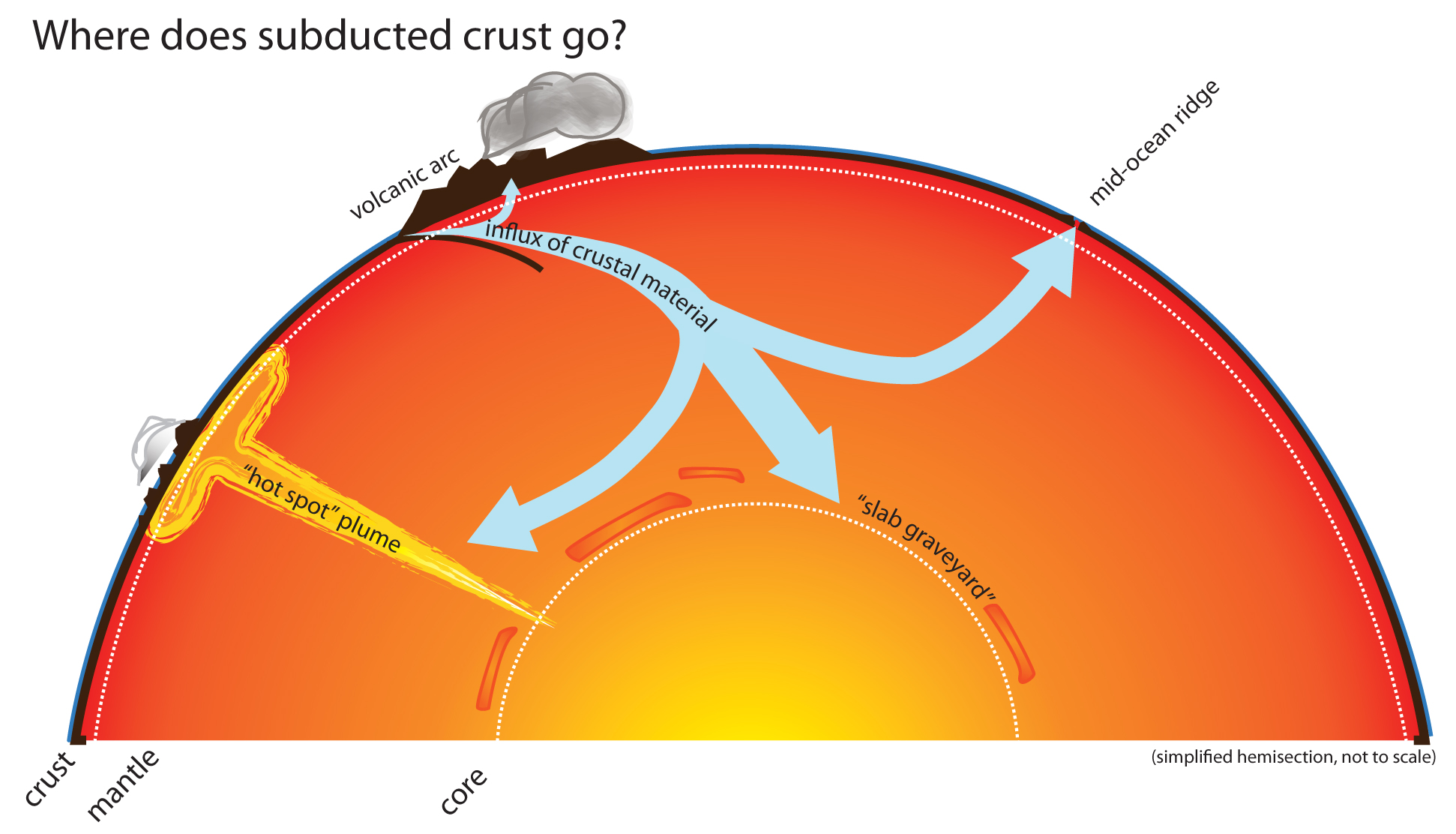
Movimiento de las placas tectónicas oceánicas, que transportan compuestos de carbono a través del manto.

Principalmente, el carbono entra al manto en forma de sedimentos ricos en carbonato a través de la tectónica de placas propia de la corteza oceánica, que lleva el carbono hacia dentro del manto mediante subducción. Se conoce poco sobre su circulación dentro del manto profundo de la Tierra, pero varios estudios han procurado mejorar la comprensión de su movimiento y sus compuestos en dicha región. Por ejemplo, un estudio de 2011 demostró que el ciclo del carbono se extiende bien hasta el manto inferior. El estudio se basó en el análisis de los raros diamantes superprofundos en un sitio de Juína, Mato Grosso, Brasil, que determinó que la composición bruta de algunas inclusiones diamantíferas se correspondían con las esperadas para la fusión y cristalización del basalto en condiciones de presión y temperatura como las reinantes en el manto inferior.